# Chamillionaire
Hakeem „Chamillionaire“ Seriki (* 28. listopadu 1979 Houston, Texas) je americký zpěvák a rapper. Užívá přezdívku The Mixtape Messiah, protože kromě svého jedinečného debutového alba vydal obrovské množství mixových CD, takzvaných mixtapů. Také je držitelem prestižní ceny Grammy za hit „Ridin'“.

## Stručná hudební kariéra
V sedmnácti letech Chamillionaire spolu se svým kamarádem z dětství, známým rapperem Paulem Wallem začal pořádat vystoupení v Houstonu a celkově v Texasu. Při jednom z těchto vystoupení se dvojice setkala se slavným mixtapovým DJem Michaelem „5000“ Wattsem, kterého nakonec donutili nahrát společnou skladbu. Michaelovi se skladba velmi líbila a zařadil ji na jeden ze svých mixtapů. Pak se již Chamillionaire a Paul objevovali na Michaelových mixtapech stále častěji. Za čas se Chamillionaire s Paulem osamostatnili a začali vydávat své vlastní mixtapy pod nálepkou The Color Changing Click. Jejich názory se po čase začaly rozcházet, a proto se dvojice rozdělila. Chamillionaire pokračoval ve vydávání vlastních mixtapů a proslavil se například tapy Mixtape Messiah (2004) nebo Chamillitary (2005).
Rok 2005 byl pro Chamillionaira neuvěřitelně úspěšný. Kromě toho, že vydal celkem pět mixtapů, stihl svůj nejlepší materiál zařadit i na regulérní debutové album. To vyšlo koncem listopadu pod názvem The Sound Of Revenge a jedná se o velice kvalitní počin. Objevily se na něm hity Ridin a Turn It Up, ale takřka celé album má od začátku až do konce hitové ambice.

## Diskografie

### Studiová alba
| Rok  | Album                                                                                  | Nejvyšší umístění v hitparádě | Nejvyšší umístění v hitparádě | Nejvyšší umístění v hitparádě | Nejvyšší umístění v hitparádě | Nejvyšší umístění v hitparádě | Ocenění                 |
| Rok  | Album                                                                                  | US 200                        | US Hip-Hop                    | US Rap                        | UK                            | CAN                           | Ocenění                 |
| ---- | -------------------------------------------------------------------------------------- | ----------------------------- | ----------------------------- | ----------------------------- | ----------------------------- | ----------------------------- | ----------------------- |
| 2005 | The Sound of Revenge - Vydáno: 22. listopadu 2005 - Vydavatel: Chamillitary, Universal | 10                            | 2                             | 6                             | 22                            | 26                            | US: platinové UK: zlaté |
| 2007 | Ultimate Victory - Vydáno: 18. září 2007 - Vydavatel: Chamillitary, Universal          | 8                             | 3                             | 3                             | 91                            | 15                            | US: /                   |

### Spolupráce

#### S „Paul Wall“
| Rok  | Album                                                                        | Nejvyšší umístění v hitparádě | Nejvyšší umístění v hitparádě | Nejvyšší umístění v hitparádě |
| Rok  | Album                                                                        | US 200                        | US Hip-Hop                    | US Rap                        |
| ---- | ---------------------------------------------------------------------------- | ----------------------------- | ----------------------------- | ----------------------------- |
| 2002 | Get Ya Mind Correct - Vydáno: 25. června 2002 - Vydavatel: Paid in Full Ent. | –                             | –                             | –                             |
| 2005 | Controversy Sells - Vydáno: 25. ledna 2005 - Vydavatel: Paid in Full Ent.    | –                             | –                             | –                             |
| 2006 | GYMC: The Remix Album - Vydáno: 2006 - Vydavatel: Paid in Full Ent.          | –                             | –                             | –                             |

#### S „The Color Changin' Click“
| Rok  | Album                                                                 | Nejvyšší umístění v hitparádě | Nejvyšší umístění v hitparádě | Nejvyšší umístění v hitparádě |
| Rok  | Album                                                                 | US 200                        | US Hip-Hop                    | US Rap                        |
| ---- | --------------------------------------------------------------------- | ----------------------------- | ----------------------------- | ----------------------------- |
| 2005 | Chamillitary - Vydáno: 10. května 2005 - Vydavatel: Chamillitary Rec. | –                             | –                             | –                             |

### Mixtapy

#### Mixtapové série
- - The Mixtape Messiah
- 2004 – The Mixtape Messiah (3 CD)
- 2006 – Mixtape Messiah 2
- 2007 – Mixtape Messiah 3
- 2008 – Mixtape Messiah 4 (2 CD)
- 2008 – Mixtape Messiah 5
- 2009 – Mixtape Messiah 6
- 2009 – Mixtape Messiah 7 (2 CD)

#### Mixtapové spolupráce
- 2005 – Trippin' Down 2005 (s „The Color Changin' Click“)
- 2005 – Man on Fire (s „The Color Changin' Click“)
- 2005 – Late Summer 2k5 (s „OG Ron C“)
- 2005 – Big Business (s „Stat Quo“)
- 2009 – Hangin' Wit Mr. Koopa (2 CD) (s „Tosin“)

#### Ostatní mixtapy
- 2005 – Houston We Have a Problem
- 2005 – The Truth (DJ Whoo Kid)
- 2005 – Whut it Dew (DJ Rapid Ric)
- 2006 – Chamillitary Therapy
- 2006 – Da Bottom vol. 2 (DJ Ideal)
- 2007 – Houston Hardest Artist
- 2007 – Chamillitary Training
- 2008 – King Koopa
- 2009 – King Koopa: Southern Royalty
- 2009 – I Am Legend (Greatest Verses)
- 2010 – Major Pain
- 2011 – Major Pain 1.5
- 2011 – Badazz Freemixes
- 2011 – Badazz Freemixes 2
- 2011 – Badazz Slow-mixes